# 17930 Kennethott
A 17930 Kennethott (ideiglenes jelöléssel 1999 GE24) a Naprendszer kisbolygóövében található aszteroida. A LINEAR projekt keretében fedezték fel 1999. április 6-án.